# Championnat d'Italie de football 1906

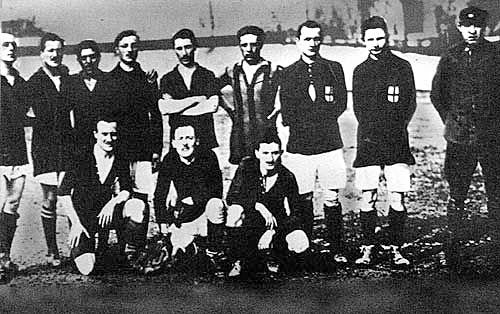
Équipe de Milan Cricket and Foot-ball Club, championne d'Italie en 1906.

Le Championnat d'Italie de football 1906 est la neuvième édition du championnat d'Italie. Le Milan Cricket and Foot-Ball Club remporte son deuxième titre de champion.

## Éliminatoires

### Ligurie
| dimanche 7 janvier 1906 | Genoa                          | 3 - 1 | Andrea Doria | Ponte Carrega, Gênes Arbitre : Sutter |
| dimanche 7 janvier 1906 | Cartier Lancerotto c.s.c Mayer |       | Baglietto    | Ponte Carrega, Gênes Arbitre : Sutter |

| dimanche 14 janvier 1906 | Andrea Doria | 0 - 1   | Genoa | Gênes Arbitre : Sutter |
| dimanche 14 janvier 1906 |              | Marassi |       | Gênes Arbitre : Sutter |

### Lombardie
| dimanche 7 janvier 1906 | Milan                                                        | 4 - 3 | US Milanese                | Campo di corso Monforte, Milan Arbitre : Bosisio |
| dimanche 7 janvier 1906 | Guido Pedroni Oscar Giger Umberto Malvano Ernst Widmer (90°) |       | Bojocchi Franziosi Varisco | Campo di corso Monforte, Milan Arbitre : Bosisio |

| dimanche 14 janvier 1906 | US Milanese | 1 - 2 | Milan                             | Campo di via Comasina, Milan Arbitre : Suter |
| dimanche 14 janvier 1906 | Cremonesi   |       | Ernst Widmer (15°) Giuseppe Rizzi | Campo di via Comasina, Milan Arbitre : Suter |

## Phase nationale
| Date            | Lieu  | Equipe 1 | Equipe 2 | Score           |
| 21 janvier 1906 | -     | Genoa    | Juventus | 1-1             |
| 4 mars 1906     | -     | Genoa    | Milan    | 2-2             |
| 11 mars 1906    | -     | Juventus | Milan    | 2-1             |
| 1er avril 1906  | Milan | Juventus | Genoa    | 2-0             |
| 8 avril 1906    | -     | Milan    | Genoa    | 2-0 par forfait |
| 22 avril 1906   | -     | Milan    | Juventus | 1-0             |

|  |    | Classement final | Pt | G | V | N | D | B.p | B.c |
|  | -- | ---------------- | -- | - | - | - | - | --- | --- |
|  | 1. | Milan            | 5  | 4 | 2 | 1 | 1 | 6   | 4   |
|  | 1. | Juventus         | 5  | 4 | 2 | 1 | 1 | 5   | 3   |
|  | 3. | Genoa            | 2  | 4 | 0 | 2 | 2 | 3   | 7   |

- Barrage

| dimanche 29 avril 1906 | Juventus | 0 - 0 a.p | Milan | Velodromo Umberto I, Turin Arbitre : Calì II |
| dimanche 29 avril 1906 |          |           |       | Velodromo Umberto I, Turin Arbitre : Calì II |

- Match d'appuis

| dimanche 6 mai 1906 | Milan                | 2 - 0 | Juventus | Campo di via Comasina, Milan |
| dimanche 6 mai 1906 | Victoire par forfait |       |          | Campo di via Comasina, Milan |

## Effectif du Milan Cricket and Foot-Ball Club
- Attilio Trerè II
- Herbert Kilpin
- Andrea Meschia
- Alfred Bosshard
- Oscar Joseph Giger
- Hans Mayer Heuberger
- Guido Pedroni I
- Giuseppe Rizzi
- Guerriero Colombo
- Attilio Colombo
- Alessandro Trerè I